# Huntsville (Arkansas)
Huntsville è una località degli Stati Uniti d'America, capoluogo della contea di Madison, nello Stato dell'Arkansas.
Qua è nato il politico Gary Miller.